# お上
お上・御上（おかみ）とは、貴人や主君に対する尊称である。転じて、公儀権力を示す。戦国時代にもお上というものがあった。
なお、「おうえ」と読んだ場合は、主婦あるいは座敷・居間を意味する。

## 歴史
四等官筆頭の長官がカミと呼ばれるように、日本では古より最上位の権力者をカミと称してきた。武家政権時代であれば、庶民にとってのオカミは領主であり、武士にとってのオカミは主君であり、公家にとっての主上（おかみ）とは天皇であった。明治に入り一君万民論の浸透とともに、狭義には天皇一人を、広義には「天皇の政府」としての公権力一般を指すようになった。第2次世界大戦後は「お上｣をもって天皇を指すことは一般的にはなくなり、揶揄的に役所・政府ないし政府機関、省庁を指す俗用のみが残っている。

## 女将
また旅館、食堂や相撲部屋などを取り仕切る女性を「女将（おかみ）」「女将さん」と呼ぶ。ただし、本来は「御上さん」が正しい表記である。
- タイトルに「女将」を含むページの一覧
- タイトルに「おかみさん」を含むページの一覧

## 御上家
貴族や貴族の家、貴族的（上品）な様子のことを「御上家（おかみけ）」とも言う。

## 上様
「上様(うえさま)」は、江戸時代には征夷大将軍の尊称として用いられた。現在領収書などで請求先の名前の代わりに「上」と書くことはここからきているとされるが、異説もある。